# Твомбли, Сай
Сай Тво́мбли (наст. имя Э́двин Па́ркер Твомбли-младший (англ. Edwin Parker "Cy" Twombly, Jr.); 25 апреля 1928, Лексингтон, Виргиния, США — 5 июля 2011, Рим, Италия) — американский художник и скульптор-абстракционист.

## Образование
- Школа Музея изящных искусств, Бостон (1947-1949)
- Университет Вашингтона и Ли, Лексингтон, Виргиния
- Лига студентов-художников Нью-Йорка, Нью-Йорк (1950-1951)
- Black Mountain College (англ.), Северная Каролина (1951-1952)

## Биография
Родился 25 апреля 1928 года в Лексингтоне, Виргиния. С 1948 по 1951 годы учился в Школе Музея изящных искусств, Бостон; Университете Вашингтона и Ли, Лексингтон; Лиге студентов-художников Нью-Йорка, Нью-Йорк, где встретил Роберта Раушенберга. С подачи Раушенберга Твомбли посещал Black Mountain College, около Эшвилла, Северная Каролина, в 1951 и 1952 годах, где учился у Франца Клайна, Роберта Мазервелла, Бена Шана.
Первая персональная выставка Твомбли состоялась в 1951 году в Kootz Gallery, Нью-Йорк. Тогда в его работах чувствовалось влияние чёрно-белых экспрессионистских работ Клайна, а также детской образности Пауля Клее. В 1952 году Твомбли получил грант от Виргинского музея изящных искусств, который позволил ему посетить Северную Африку, Испанию, Италию и Францию. После возвращения, в 1953 году, служил в армии в качестве криптографа. С 1955 по 1959 год работал в Нью-Йорке и Италии, окончательно осев в Риме. В 1959 году женился на итальянской художнице Тате Франкетти. Во время этого периода начал создавать абстрактные скульптуры, которые, варьируясь по материалам и размеру, всегда были покрыты белой краской. В Италии начал работать в большом формате и дистанцировался от формальных экспрессионистских каракуль, перейдя к более буквальному использованию текста и чисел, черпая вдохновение в поэзии, мифологии и истории. Впоследствии создал словарь различных знаков, иногда с сексуальным подтекстом, которые читаются скорее на метафорическом уровне, чем в соответствии с любыми формами традиционной иконографии.
Твомбли был приглашён выставить свои работы на Венецианской биеннале в 1964 году. В 1968 году Milwaukee Art Center устроил первую ретроспективу его работ. В 1995 году в Хьюстоне открылась Галерея Сая Твомбли, в которой выставлены работы художника, созданные начиная с 1954 года.
Сай Твомбли стал третьим в истории современным художником, чье произведение представлено в Лувре на постоянной основе.
Скончался от рака.

## Творчество
Своеобразие манеры Твомбли заключается в хаотичном нанесении на холст надписей, линий и царапин. Живопись Сая Твомбли начала 1960-х состоит из белых холстов, на которых он писал пастелью, карандашом и краской. Как Джаспер Джонс и Роберт Раушенберг, Твомбли использовал свободную манеру абстрактного экспрессионизма, но без героических претензий и универсальных целей. Твомбли (как и его коллеги) использовал иконографию повседневной жизни (как, например, числа и буквы), включал найденные объекты в работы, использовал такие банальные приёмы как трафарет. В 1957 Твомбли обосновался в Риме. Некоторые из главных элементов зрелых работ включают надписи в духе граффити, внимание к свойствам материала. Работы Твомбли наполнены ссылками на средиземноморское окружение и неоклассические традиции; он часто ссылается на мифологические темы и живопись старых мастеров, посредством названий работ и слов или фраз на поверхности холста.

## Персональные выставки
| - 2009 Galleria Nazionale d’Arte Moderna, Рим - 2009 The Rose, Gagosian Gallery, Лондон - 2008 Museo Guggenheim de Arte Moderno y Contemporáneo, Бильбао - 2008 Photographs 1951—2007, Huis Marseille stichting voor fotografie, Амстердам - 2008 Lepanto. Cy Twombly, Museo Nacional del Prado, Мадрид - 2008 Сай Твомбли: циклы и сезоны, Tate Modern, Лондон - 2007 Three notes from Salalah, Gagosian Gallery, Рим - 2007 Gagosian Gallery, Нью-Йорк - 2007 Schirmer/Mosel Showroom, Мюнхен - 2007 Thomas Ammann Fine Art AG, Цюрих - 2007 Blooming — Collection Lambert, Авиньон - 2006 Скульптуры, Alte Pinakothek, Мюнхен - 2005 Gagosian Gallery, Нью-Йорк - 2005 Lepanto, Музей изящных искусств, Хьюстон - 2005 Fifty Years of Works on Paper, Whitney Museum of American Art, Нью-Йорк - 2004 Thomas Ammann Fine Art AG, Цюрих | - 2004 Ten Paintings and a Sculpture, Gagosian Gallery, Лондон - 2004 Сай Твомбли: Fifty Years of Works on Paper, Serpentine Gallery, Лондон - 2004 Центр Помпиду, Париж - 2003 Сай Твомбли в Эрмитаже, Эрмитаж, Санкт-Петербург - 2003 A Gathering of Time, Gagosian Gallery, Нью-Йорк - 2002 Сай Твомбли: letter of resignation, Zwirner & Wirth, Нью-Йорк - 2002 Schirmer/Mosel Showroom, Мюнхен - 2002 Lepanto, Alte Pinakothek, Мюнхен - 2002 Audible Silence, Cy Twombly at Daros, Daros Exhibitions, Цюрих - 2002 Gagosian Gallery, Нью-Йорк - 2001 Thomas Ammann Fine Art AG, Цюрих - 2001 The National Gallery of Art, Вашингтон - 2000 Coronation of Sesostris, Gagosian Gallery, Нью-Йорк - 2000 Die Skulptur, 66 Werke, Kunstmuseum Basel, Базель - 1998 Eight Drawings Plus One Large Painting, Baldwin Gallery, Аспен | - 1998 Galerie Karsten Greve, Кёльн - 1997 Ten Sculptures, Gagosian Gallery, Нью-Йорк - 1997 Cheim & Read, Нью-Йорк - 1997 Xavier Hufkens, Брюссель - 1996 Gagosian Gallery, Beverly Hills, Беверли Хиллз, Калифорния - 1996 Kukje Gallery, Сеул - 1995 Ретроспектива, Neue Nationalgalerie, Берлин - 1995 Galerie Max Hetzler, Берлин - 1994 L&M Arts, Нью-Йорк - 1994 Ретроспектива. Museum of Modern Art, Нью-Йорк - 1994 Gagosian Gallery, Лондон - 1994 Thomas Ammann Fine Art AG, Цюрих - 1993 Matthew Marks Gallery, Нью-Йорк - 1990 Thomas Ammann Fine Art AG, Цюрих - 1989 Gagosian Gallery, Нью-Йорк - 1987 Kunsthalle Düsseldorf, Дюссельдорф - 1987 Whitechapel Art Gallery, Лондон - 1981 Works on Paper 1954—1976, Orange County Museum of Art, Ньюпорт Бич |

## Публичные коллекции
| - Musée d´Art Moderne Bruxelles, Брюссель, Бельгия - Collection Lambert, Авиньон, Франция - Центр Помпиду, Париж, Франция - Hamburger Bahnhof, Museum für Gegenwart, Берлин, Германия - Museum Ludwig, Кёльн, Германия - Städtische Galerie Erlangen, Эрланген, Германия - Museum Kurhaus Kleve, Клеве, Германия - Museum Brandhorst, Мюнхен, Германия - Pinakothek der Moderne, Мюнхен, Германия - Museum der Stadt Ratingen, Ратинген, Германия - Museum für Gegenwartskunst Siegen, Зиген, Германия - Tehran Museum of Contemporary Art, Тегеран, Иран - Terrae Motus, Казерта, Италия - Museo D’Arte Contemporanea Donna Regina, Неаполь - Collezione Maramotti, Реджо-нель-Эмилия, Италия - Galleria Civica d´Arte Moderna e Contemporanea (недоступная ссылка), Турин - Punta della Dogana, Francois Pinault Foundation, Венеция, Италия - Kawamura Memorial Museum of Art, Тиба, Япония | - Iwaki City Art Museum, Иваки, Япония - Kawasaki City Museum, Кавасаки, Япония - Leeum, Samsung Museum of Art, Сеул, Корея - Kunstmuseum Liechtenstein, Вадуц, Лихтенштейн - Musée d’Art Moderne Grand-Duc Jean, Люксембург - Berardo Museum — Collection of Modern and Contemporary Art, Лиссабон, Португалия - Museu d´Art Contemporani de Barcelona, Барселона, Испания - Museo Guggenheim de Arte Moderno y Contemporáneo, Бильбао, Испания - Museo Nacional Centro de Arte Reina Sofía, Мадрид, Испания - Kunstmuseum Basel (недоступная ссылка), Базель, Швейцария - Museum für Gegenwartskunst, Emanuel Hoffmann-Stiftung, Базель, Швейцария - Schaulager, Münchenstein / Базель, Швейцария - Daros Exhibitions, Цюрих, Швейцария - Kunsthaus Zürich, Цюрих, Швейцария - Tate Britain, Лондон, Великобритания - Courtauld Institute of Art, Лондон, Великобритания - Тейт Модерн, Лондон, Великобритания | - Dia: Beacon, Beacon, Нью-Йорк - Des Moines Art Center, Де-Мойн, США - The Modern Art Museum of Fort Worth, Форт-Уорт, Техас - The Menil Collection, Хьюстон, США - Museum of Fine Arts (недоступная ссылка), Хьюстон - Kemper Museum of Contemporary Art, Канзас, США - Fisher Landau Center For Art, Лонг-Айленд - Los Angeles County Museum of Art, Лос-Анджелес, США - MOCA Grand Avenue, Лос-Анджелес, США - Milwaukee Art Museum, Милуоки, США - Yale University Art Gallery, Нью-Хейвен, Коннектикут - Dia Art Foundation: Chelsea, Нью-Йорк, США - Solomon R. Guggenheim Museum Архивная копия от 29 апреля 2011 на Wayback Machine, Нью-Йорк, США - Museum of Modern Art, Нью-Йорк, США - The RISD Museum, University of Rhode Island, Провиденс, США - Utah Museum of Fine Arts, Солт-Лейк-Сити, США - The McNay Art Museum, Сан-Антонио, Техас - Hirshhorn Museum and Sculpture Garden (недоступная ссылка), Вашингтон - National Gallery of Art, Вашингтон - Philadelphia Museum of Art, Филадельфия |

## Признание
- 1987 — премия Рубенса.
- 1996 — Императорская премия Японии.
- 2001 — Золотой лев Венецианской биеннале.
- 2010 — орден Почётного легиона.